# Arkføder
Arkføder er en mekanisme på en printer, der forsyner printeren med papir fra et papirmagasin.
Føderen kan være forsynet med en dupleks-funktion, som gør printeren i stand til at udskrive på begge sider af anvendte papir.